# Eva Rufo
Eva Rufo Algora (Madrid, 1978) es una actriz española.

## Biografía
Es diplomada en Educación Especial por la Universidad Autónoma de Madrid y licenciada en Interpretación textual en la Real Escuela Superior de Arte Dramático de Madrid (RESAD). Completó su formación en el Teatro de la Abadía y en el Centro Artístico Internacional Roy Hart (Francia). Perteneció a la primera promoción de la Joven Compañía Nacional de Teatro Clásico, y fue primera actriz de su elenco estable durante cinco temporadas (2007 a 2012) protagonizando montajes como Las bizarrías de Belisa, El alcalde de Zalamea o El perro del hortelano, entre otros.
Ha participado en producciones del Centro Dramático Nacional, Teatro Español y Teatro de La Abadía; con directores como Alberto Conejero, Lucía Carballal, Ana Zamora, Rakel Camacho, Eduardo Vasco, Carlos Aladro, Helena Pimenta o Magüi Mira, siendo dos veces candidata a mejor interpretación femenina en los Premios Max por su trabajo en Espejo de Víctima (Centro Dramático Nacional, 2019), y El pato salvaje (Teatro de la Abadía, 2022). Ha intervenido en series de televisión como El asesinato de Carrero Blanco, Carlos rey emperador, La catedral del mar, El nudo, Amar es para siempre o La cocinera de Castamar.
Simultáneamente desarrolla una línea de trabajo orientada a aunar la palabra poética con otras disciplinas artísticas contemporáneas. Es impulsora y actriz del proyecto Cada átomo de mi cuerpo es un vibroscopio, sobre la figura de la escritora sordociega Helen Keller, estrenado en el Teatro de La Abadía (2021), y de Yo Deseo, recital que fusiona poesía y música electrónica, estrenado del Festival de Teatro Clásico de Almagro y en el Festival de Otoño de la Comunidad de Madrid (2023).
Colabora con el Festival Internacional de Teatro Clásico de Almagro y la Academia de las Artes Escénicas como formadora en La casa del verso (Almagro 2023 y 2024, Buenos Aires y Montevideo 2024); y como ponente en diferentes congresos, aportando su visión y experiencia en la interpretación de los clásicos.

## Trayectoria

### Teatro
2024. Bernice (de Susan Glaspell), dirección de Paula Paz, Teatro Español.  
2024. La Fortaleza (de Lucía Carballal), dirección de Lucía Carballal, Teatro de la Comedia CNTC.  
2023. Yo Deseo/ Recital electrónico de inconfesiones femeninas (Varias autoras), dirección de Eduardo Mayo,Festival Internacional de Teatro Clásico de Almagro, Festival de Otoño.  
2022. El Pato Salvaje (de Henrik Ibsen), dirección de Carlos Aladro, Teatro de la Abadía.  
2021-2022. Cada Átomo de mi Cuerpo es un Vibroscopio (de Rakel Camacho y David Testal), dirección Rakel Camacho, Teatro de la Abadía.  
2019. Espejo de Víctima (de Ignacio del Moral), dirección Eduardo Vasco, Centro Dramático Nacional. 
2019. La Geometría del Trigo (Dramaturgia y dirección, Alberto Conejero), Centro Dramático Nacional. 
2018. Atentado (Dramaturgia y dirección, Felix Estaire), Nueva Dramaturgia contemporánea, Centro Dramático Nacional.
2017. Séneca (Antonio Gala), dirección, Emilio Hernández, Centro Dramático Nacional.
2014-2018. Penal de Ocaña (de María Josefa Canellada), dirección Ana Zamora, Teatro de la Abadía. 
2015. La mujer del monstruo (dramaturgia de Alberto Conejero), dirección Salva Bolta, Teatro Español, FRINJE Festival.
2015. Memoria poética del Siglo XX en España, dirección, Raúl Fuertes, Centro Dramático Nacional.
2013. Kathie y el hipopótamo (de Mario Vargas Llosa), dirección, Magüi Mira, Teatro Español.
2012. Entre cenizas (a partir de textos de Ibsen), dirección, Ignacio García May.
2011. El perro del hortelano (de Lope de Vega), dirección, Eduardo Vasco, Compañía Nacional de Teatro Clásico.
2010. El alcalde de Zalamea (de Calderón de la Barca), Eduardo Vasco, Compañía Nacional de Teatro Clásico.
2009. ¿De cuándo acá nos vino? (de Lope de Vega), dirección, Rafael Rodríguez, Compañía Nacional de Teatro Clásico.
2008. La noche de San Juan (de Lope de Vega), dirección, Helena Pimenta, Compañía Nacional de Teatro Clásico.
2007. Las bizarrías de Belisa (de Lope de Vega), dirección, Eduardo Vasco, Compañía Nacional de Teatro Clásico.
2006. La Gran Cenobia (de Calderón de la Barca), dirección, Carlos Alonso Callero y José Estruch Siglo de Oro.
2005. El Conde de Sex (de Antonio Coello), dirección, Nacho Sevilla y José Estruch Siglo de Oro.
2005. A propósito de Lorca (sobre Federico García Lorca), dirección, José Maya, Zampanó Teatro.
2004. El olor del café (de Elena García Quevedo), dirección, José Luis Sáiz y Miguel Cuerdo Producciones.
2004. La Celestina (de Fernando de Rojas), dirección, José Maya, Zampanó Teatro.
2003. Chicago (de Fred Ebb y Bob Fosse), dirección, Nacho Sevilla, RESAD.
2002. Si me necesitas, llámame (de Raymond Carver), dirección, Antonio Rodríguez, Tuzla, Shakespeare and Company.

### Declamación
2012. Deirdre de los pesares  (de John Millington Synge), dirección, Denis Rafter, Centro Dramático Nacional, (lectura dramatizada).
2021. Ciclo de Poesía de Safo de Lesbos, Fundación Juan March (lectura dramatizada)

### Televisión
| Año              | Serie                          | Personaje          | Cadena                                     | Notas                             |
| 2008             | El comisario                   | -                  | Telecinco                                  | 1 episodio Tormenta en el corazón |
| 2011             | El asesinato de Carrero Blanco | Ángeles Carrero    | La 1 y ETB-2                               | Miniserie, 2 episodios            |
| 2015             | Carlos, Rey Emperador          | Claudia de Francia | La 1                                       | 5 episodios                       |
| 2018             | La catedral del mar            | Isabel Puig        | Antena 3, TV3 y Netflix                    | 3 episodios                       |
| 2019-2020 / 2021 | El nudo                        | Nerea Goitia       | Atresplayer Premium, Antena 3 y HBO España | 13 episodios                      |
| 2020 - 2021      | Amar es para siempre           | Estefanía Calonge  | Antena 3                                   | 251 episodios                     |
| 2021             | La cocinera de Castamar        | Ángela Foch        | Atresplayer Premium, Antena 3 y Netflix    | 3 episodios                       |

### Cortometrajes
| Año  | Título           | Personaje | Director                        | Notas                                                                                                  |
| 2011 | Meine Liebe      | Paula     | Laura Pousa y Ricardo Steinberg | Nominado a Mejor cortometraje de ficción en los XXVI Premios Goya                                      |
| 2013 | Patatas          | -         | David Barreiro                  | Premio Nuevos Realizadores del Principado de Asturias en el 50 Festival Internacional de Cine de Gijón |
| 2017 | [Still] love you | Ana       | Fernando Bonelli                | |